# Jakob Vetsch (Schriftsteller)

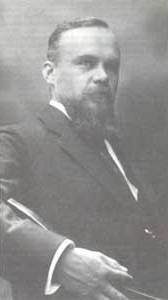
Jakob Vetsch, genannt Mundus

Jakob Vetsch (Pseud.: Mundus; * 28. Oktober 1879 in Nesslau; † 22. November 1942 in Zürich) war ein Schweizer Mundartforscher und Schriftsteller. Er wurde vor allem durch seine Utopie Die Sonnenstadt bekannt, deren Ideologie er Mundismus nannte.

## Leben

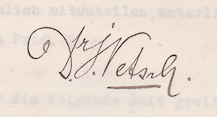
Unterschrift von «Dr. J. Vetsch», 1913.

Jakob Vetsch verbrachte seine Kindheit in Wald AR, wo sein Vater Lehrer war und die Mutter früh im Kindbett verstarb, und besuchte das Gymnasium in Trogen und in St. Gallen. Um nicht, wie vom Vater gewünscht, ebenfalls Lehrer werden zu müssen, floh er nach Paris; reüssierte dort aber nicht, kehrte 1900 in die Schweiz zurück und studierte an der Universität Zürich zuerst Germanistik, Anglistik und Philosophie. Seine von Albert Bachmann betreute Dissertation behandelte die ihm von Kindheit an vertraute appenzellische Mundart; den Dr. phil. erhielt er mit deren Teildruck 1907 (vollständig 1910). Da vom Englischstudium ein Aufenthalt im Sprachgebiet verlangt war, hielt sich Vetsch vom Juli 1902 bis Oktober 1903 als Deutschlehrer in London auf, wo ihn die Beobachtung der sozialen Gegensätze noch stärker berührten, als dies schon in Paris der Fall gewesen war.
Schon 1903 als Hilfsredaktor angestellt, arbeitete er nach Annahme seiner Dissertation durch seinen Doktorvater von 1905 bis 1914 als regulärer Redaktor beim Schweizerischen Idiotikon in Zürich, dem Wörterbuch der schweizerdeutschen Sprache. Aktiv war Vetsch während dieser Zeit auch für das ebenfalls von Bachmann präsidierte Phonogrammarchiv der Universität Zürich, indem er als «Phonographist» zahlreiche Mundarten aufnahm. In dieser Zeit plante er ferner, ein «St. gallisch-appenzellisches Orts- und Flurnamenbuch» zu erarbeiten.
1910 begann Vetsch, getrieben von sozialem Engagement, ein Zweitstudium der Jurisprudenz und Nationalökonomie, das er 1914 mit dem Staatsexamen abschloss. 1917 erhielt er den Dr. iur.; Thema seiner juristischen Dissertation waren die oft missbrauchten Gesetzeslücken und die Frage, wie ein Richter in solchen Fällen Recht sprechen sollte. Ab 1916 engagierte er sich als Sekretär des Unternehmerverbandes schweizerischer Bierbrauer in Zürich, von denen er während und nach dem Ersten Weltkrieg grösseren finanziellen Schaden abzuwenden wusste. 1918 heiratete er die Millionärstochter Marguerite Hübscher (1889–1940); ihr Vater war Grossaktionär im Brauereigewerbe. Gemäss seiner Autobiographie erhielt er eine beträchtliche Morgengabe, da die Frau, wie dann auch die gemeinsame Tochter Irene, an einer Erbkrankheit litt. 
1922 trat Vetsch von seinem Amt zurück und begann als freier Schriftsteller zu leben. Noch im gleichen Jahr erschien sein im Jahr 2100 spielendes utopisches Werk Die Sonnenstadt, in welcher er die Ideologie des Mundismus (von lat. Mundus, die Welt) literarisch gestaltete und radikal mit der bürgerlichen Gesellschaft und Wirtschaft, mit Kirche und Staat, mit Kapitalismus und Kolonialismus abrechnete. In der Zürich nachempfundenen Sonnenstadt war zum Beispiel die Frau gleichberechtigt, behielt ihren Namen nach der Heirat und konnte ihn auch an Kinder weitergeben, das Geld war abgeschafft und die Arbeitszeit auf 25 Wochenstunden beschränkt, dem Naturschutz und der Naturheilkunde wurde viel Gewicht beigemessen und die Energie mit Wasser, Sonne, Wind, Flut und Ebbe gewonnen, die Ehe konnte nach fünf Jahren ohne Weiteres aufgelöst werden, es gab eine staatliche Geburtenkontrolle, und der Sex war von der Ehe gelöst. Beeinflusst wurde Vetsch unter anderem von der Freigeldtheorie Silvio Gesells, aber auch von Friedrich Nietzsche und Richard Wagner. Vetschs Utopie – ein typisches Kind seiner Zeit – stiess weitgehend auf Ablehnung und wurde als Plagiat von Tommaso Campanellas La città del Sole verunglimpft.
Vetsch verlegte sein in mehreren Auflagen und auch in Deutschland erschienenes Werk auf eigene Kosten und musste in der Folge im April 1923 Konkurs anmelden. Als ihn sein Schwiegervater und sein Schwager in die Psychiatrie einweisen lassen wollten, floh er 1927 in den liechtensteinischen Hauptort Vaduz und zog wenig später in den Weiler Rotenboden – im Dialekt „Rotaboda“ – auf dem Triesenberg. Von dort beteiligte er sich an der Hilfsaktion zugunsten der vom Dammbruch des Rheins am 25. September 1927 betroffenen Bevölkerung.
1934 liess sich Jakob Vetsch in Oberägeri – im „Seehöfli“ – im Kanton Zug nieder. Dort amtete er zuletzt, portiert von der Freisinnigen Partei, von März 1942 bis zu seinem Tod im November des gleichen Jahres infolge von akuter Gangrän als Gemeindepräsident.

## Werke
Roman und Lehre des Mundismus
- Die Sonnenstadt. Ein Roman aus der Zukunft, von Mundus (Dr. phil. & Dr. jur. J. Vetsch), Zürich 1922. – Neu herausgegeben unter dem Titel: Die Sonnenstadt. Ein Bekenntnis und ein Weg. Roman aus der Zukunft für die Gegenwart, von Mundus (Dr. phil. & Dr. jur. J. Vetsch), Zürich 1923 (sechs Auflagen). – Neu herausgegeben unter dem Titel: Die Sonnenstadt. Ein Roman aus der Zukunft für die Gegenwart. Mit einem Nachwort von Charles Linsmayer, Zürich 1982 (Frühling der Gegenwart, Band 23).
- Ein Kulturbild. Die Schweizer Pressestimmen von Januar bis Oktober 1923 über das bereits in 6. Auflage (31.–40. Tausend) vorliegende Werk Die Sonnenstadt, Zürich 1923.
- Mundistische Schriftenfolge. 6 Bände: Der Weltstaat des Mundismus! Zürich 1923, Was will der Mundismus und wie will er es? Zürich 1923, Ihr Frauen und der Mundismus. Zürich 1923, Der Mundismus als Erbe und Sieger in der Arbeiterbefreiung. Zürich 1923, Der Mundismus der Jugend! Zürich 1924, Kapitalist und Mundist. Zürich 1924.

Sprachwissenschaft und Mundartforschung
- Artikel im Schweizerischen Idiotikon, Bände VI, VII und Anfang von VIII (1905–1914).
- Wald AR (Ton), Wenker-Sätze, gesprochen und Originaltranskription von Jakob Vetsch, aufgenommen im Oktober 1909. Hrsg. von der Österreichischen Akademie der Wissenschaften. Wien 2002.
- Wald AR (Ton), Volkssage, gesprochen und Originaltranskription von Jakob Vetsch, aufgenommen im Oktober 1909. Hrst. von der Österreichischen Akademie der Wissenschaften, Wien 2002.
- Herkunft und ursprüngliche Bedeutung des Wortes «Rood». In: Appenzellische Jahrbücher 1906, S. 226–246.
- Üseri Puuresprooch. Zum hundertsten Geburtstage des appenzellischen Dialektforschers Dr. Titus Tobler. In: Appenzeller Kalender. Trogen 1907.
- Die Laute der Appenzeller Mundart. Huber, Frauenfeld 1910 (Beiträge zur Schweizerdeutschen Grammatik I). – Vorgängiger Teildruck: Die Vokale der Stammsilben in den Appenzeller Mundarten. Dissertation an der Philosophischen Fakultät I der Universität Zürich. Huber, Frauenfeld 1907.
- Leiden und Freuden eines wandernden Mundartforschers. In: Monatsblatt des Appenzellervereins Zürich, Nr. 5, 1917.

Rechtswissenschaft
- Die Umgehung des Gesetzes (in faudem legis agere): Theorie, Rechtsprechung und Gesetzgebung. Ein Beitrag zur allgemeinen Rechtslehre. Dissertation an der Juristischen Fakultät der Universität Zürich. Zürich 1917.
- Zum Zollvertrag mit Liechtenstein: Der Standpunkt der Anschluss-Gegner. Hrsg. vom Werdenberger Initiativkomitee: G. Schwendener, J. Vetsch. Buchs SG 1923.

Autobiographie
- Ein Ostersang. Zürich 1924. Privatdruck, unveröffentlicht.

## Nachweise
1. ↑  Von Vetsch stammen beispielsweise die meisten Aufnahmen in der Publikation: Schweizer Mundarten. Im Auftrage der leitenden Kommission des Phonogramm-Archivs der Universität Zürich bearbeitet von Otto Gröger. Hölder, Wien 1914 (Sitzungsberichte der Kaiserlichen Akademie der Wissenschaften in Wien. Philosophisch-Historische Klasse 176, 3, zugleich Mitteilung der Phonogramm-Archivs-Kommission 36).
2. ↑  Vgl. Unsere Orts- und Flurnamen. Eine Anregung zur Mitarbeit an dem st. gallisch-appenzellischen Orts- & Flurnamenbuch. Hrsg. vom Historischen Verein des Kantons St. Gallen (ohne Jahr). Darin ist die Rede von «Dr. phil. J. Vetsch, Spiegelgasse 18, Zürich 1, der die Ausarbeitung des Werkes übernommen hat».
3. ↑  Charles Linsmayer schreibt in seiner Edition der «Sonnenstadt» auf Seite 302 «1909», aber gemäss der Matrikeledition der Universität Zürich fing Vetsch das Rechtsstudium im Herbst 1910 an.

| Personendaten    | Personendaten                             |
| ---------------- | ----------------------------------------- |
| NAME             | Vetsch, Jakob                             |
| ALTERNATIVNAMEN  | Mundus (Pseudonym)                        |
| KURZBESCHREIBUNG | Mundartforscher und freier Schriftsteller |
| GEBURTSDATUM     | 28. Oktober 1879                          |
| GEBURTSORT       | Nesslau                                   |
| STERBEDATUM      | 22. November 1942                         |
| STERBEORT        | Zürich                                    |